# Gerichtsbezirk Ratschach
Der Gerichtsbezirk Ratschach (slowenisch: sodni okraj Radeče, ursprünglich Weixelstein) war ein dem Bezirksgericht Ratschach unterstehender Gerichtsbezirk im Kronland Krain. Er umfasste Teile des politischen Bezirks Gurkfeld (Krško) in der Unterkrain und wurde 1919 dem Staat Jugoslawien zugeschlagen.

## Geschichte
Der Gerichtsbezirk Ratschach entstand infolge eines Ministervortrags vom 6. August 1849, in dem die Grundzüge der Gerichtseinteilung festgelegt wurden, wobei der Gerichtsbezirk zunächst den Namen Weixelstein trug. Nachdem im Dezember 1849 die Gebietseinteilung der Gerichtsbezirke sowie die Zuweisung der Gerichtsbezirke zu den neu errichteten Bezirkshauptmannschaften durch die „politische Organisierungs-Commission“ festgelegt worden war, nahmen die Bezirksgerichte der Krain per 1. Juni 1850 ihre Tätigkeit auf. Dem Bezirksgericht Ratschach wurden durch die Landeseinteilung der Krain im März 1850 die 16 Boštajn (Sauenstein), Cerovec (Zerouz), Dobovic (Dobouz), Dvor (Duor), Goveji Dol (Gowidul), Hotemež (Hottemesch), Kal (Kal), Kompolje (Gimpel), Njivice (Niwitz), Podboršt (Podworst), Podkraj (Podkrai), Radeče (Ratschach), Šentjur (St. Georgen), Sveti Križ (St. Crucis), Verh (Werch) und Verhovo (Wechou) zugewiesen. Zusammen mit den Gerichtsbezirken Landstraß (Kostanjevica), Nassenfuß (Mokronog) und Gurkfeld (Krško) bildete der Gerichtsbezirk Ratschach den Bezirk Gurkfeld.
Der Gerichtsbezirk wies 1880 eine anwesende Bevölkerung von 8.999 Einwohnern auf, wobei 8.871 Menschen Slowenisch und 114 Menschen Deutsch als Umgangssprache angaben. 1910 wurden für den Gerichtsbezirk 9.606 Personen ausgewiesen, von denen 9.414 Slowenisch (98,0 %) und 37 Deutsch (0,4 %) sprachen.
| Jahr | Fläche (km²) | Ein- wohner | Slowenisch- sprachige | Deutsch- sprachige |
| ---- | ------------ | ----------- | --------------------- | ------------------ |
| 1880 |              | 8.999       | 8.871                 | 114                |
| 1890 |              | 9.188       | 9.060                 | 76                 |
| 1900 | 181,82       | 9.035       | 8.952                 | 26                 |
| 1910 | 181,82       | 9.606       | 9.414                 | 37                 |

Durch die Grenzbestimmungen des am 10. September 1919 abgeschlossenen Vertrages von Saint-Germain wurde der Gerichtsbezirk Ratschach zur Gänze dem Königreich Jugoslawien zugeschlagen.

## Gerichtssprengel
Der Gerichtssprengel Ratschach umfasste infolge der Zusammenfassung der Katastralgemeinden zu Gemeinden 1910 die vier Gemeinden Boštanj (Savenstein), Radeče (Ratschach), Šentjanž na Dolenjskem (Joachimsthal) und Sveti Križ pri Svibnem (Sankt Crucis).